# Esgrima em cadeira de rodas nos Jogos Paralímpicos de Verão de 2012 - Espada B masculina
As competições de espada B masculina foram disputadas no dia 5 de setembro no Complexo ExCel, em Londres. Essa classe é disputada por atletas cuja deficiência afeta o tronco ou o braço dominante.

## Medalhistas
| Ouro   | BRA Jovane Silva Guissone |
| Prata  | HKG Tam Chik Sum          |
| Bronze | FRA Alim Latrèche         |

## Calendário
Horário local (UTC+1).
| Data                  | Tempo | Fase             |
| --------------------- | ----- | ---------------- |
| 5 de setembro de 2012 | 12:00 | Qualificação     |
| 5 de setembro de 2012 | 15:00 | Oitavas de final |
| 5 de setembro de 2012 | 15:45 | Quartas de final |
| 5 de setembro de 2012 | 17:45 | Semifinais       |
| 5 de setembro de 2012 | 18:30 | Final            |

## Formato de competição
O torneio começou com uma fase de grupos seguida de uma fase eliminatória. Na primeira fase, os 15 esgrimistas são divididos em 3 grupos. Os combates duram no máximo 3 minutos ou até que um atleta atinja 5 pontos. Na fase eliminatória, os combates duram no máximo 9 minutos (divididos em 3 períodos de 3 cada), ou até que um atleta atinja 15 pontos.

## Resultados

### Fase de grupos

#### Grupo 1
| Atleta                    | V | D | V/C  | PG | PS |
| ------------------------- | - | - | ---- | -- | -- |
| BLR Mikalai Bezyazychny   | 4 | 0 | 1.00 | 20 | 7  |
| CAN Pierre Mainville      | 2 | 2 | 0.50 | 14 | 15 |
| POL Grzegorz Pluta        | 2 | 2 | 0.50 | 14 | 17 |
| BRA Jovane Silva Guissone | 2 | 2 | 0.50 | 12 | 15 |
| RUS Alexandr Kurzin       | 0 | 4 | 0.00 | 14 | 20 |

| Atleta                    | BLR | BRA | CAN | POL | RUS |
| ------------------------- | --- | --- | --- | --- | --- |
| BLR Mikalai Bezyazychny   | —   | 5—1 | 5—0 | 5—2 | 5—4 |
| BRA Jovane Silva Guissone | 1—5 | —   | 2—5 | 5—2 | 5—3 |
| CAN Pierre Mainville      | 0—5 | 5—2 | —   | 3—5 | 5—3 |
| POL Grzegorz Pluta        | 2—5 | 2—5 | 5—3 | —   | 5—4 |
| RUS Alexandr Kurzin       | 4—5 | 3—5 | 3—5 | 4—5 | —   |

#### Grupo 2
| Atleta                   | V | D | V/C  | PG | PS |
| ------------------------ | - | - | ---- | -- | -- |
| FRA Marc-André Cratère   | 4 | 0 | 1.00 | 20 | 7  |
| CHN Hu Daoliang          | 3 | 1 | 0.75 | 15 | 12 |
| RUS Alexander Kuzyukov   | 2 | 2 | 0.50 | 15 | 17 |
| BLR Viktar Lemiashkevich | 1 | 3 | 0.25 | 13 | 18 |
| HKG Chung Ting Ching     | 0 | 4 | 0.00 | 8  | 17 |

| Atleta                   | BLR | CHN | FRA | HKG | RUS |
| ------------------------ | --- | --- | --- | --- | --- |
| BLR Viktar Lemiashkevich | —   | 4—5 | 1—5 | 5—3 | 3—5 |
| CHN Hu Daoliang          | 5—4 | —   | 3—5 | 2—0 | 5—3 |
| FRA Marc-André Cratère   | 5—1 | 5—3 | —   | 5—1 | 5—2 |
| HKG Chung Ting Ching     | 3—5 | 0—2 | 1—5 | —   | 4—5 |
| RUS Alexander Kuzyukov   | 5—3 | 3—5 | 2—5 | 5—4 | —   |

#### Grupo 3
| Atleta              | V | D | V/C  | PG | PS |
| ------------------- | - | - | ---- | -- | -- |
| IRQ Amar Ali        | 3 | 1 | 0.75 | 19 | 10 |
| HKG Tam Chik Sum    | 3 | 1 | 0.75 | 19 | 15 |
| FRA Alim Latrèche   | 3 | 1 | 0.75 | 16 | 15 |
| USA Ryan Estep      | 1 | 3 | 0.25 | 14 | 18 |
| ARG José Palavecino | 0 | 4 | 0.00 | 9  | 20 |

| Atleta              | ARG | FRA | HKG | IRQ | USA |
| ------------------- | --- | --- | --- | --- | --- |
| ARG José Palavecino | —   | 4—5 | 2—5 | 0—5 | 3—5 |
| FRA Alim Latrèche   | 5—4 | —   | 5—4 | 2—5 | 5—2 |
| HKG Tam Chik Sum    | 5—2 | 4—5 | —   | 5—4 | 5—4 |
| IRQ Amar Ali        | 5—0 | 5—2 | 4—5 | —   | 5—3 |
| RUS Marat Yusupov   | 5—0 | 5—2 | 3—5 | 5—0 | —   |

## Fase eliminatória
|  | Oitavas de final          | Oitavas de final          | Oitavas de final |  |  | Quartas de final          | Quartas de final          | Quartas de final          |    |                         | Semifinais              | Semifinais       | Semifinais |                     |                         | Final                   | Final | Final |
|  |                           |                           |                  |  |  |                           |                           |                           |    |                         |                         |                  |            |                     |                         |                         |       |       |
|  | POL Grzegorz Pluta        | POL Grzegorz Pluta        | 5                |  |  |                           |                           |                           |    |                         |                         |                  |            |                     |                         |                         |       |       |
|  | RUS Alexander Kuzyukov    | RUS Alexander Kuzyukov    | 8                |  |  | RUS Alexander Kuzyukov    | RUS Alexander Kuzyukov    | 10                        |    |                         |                         |                  |            |                     |                         |                         |       |       |
|  |                           |                           |                  |  |  | BLR Mikalai Bezyazychny   | BLR Mikalai Bezyazychny   | 15                        |    |                         |                         |                  |            |                     |                         |                         |       |       |
|  |                           |                           |                  |  |  |                           |                           |                           |    | BLR Mikalai Bezyazychny | BLR Mikalai Bezyazychny | 11               |            |                     |                         |                         |       |       |
|  |                           |                           |                  |  |  |                           | HKG Tam Chik Sum          | HKG Tam Chik Sum          | 15 |                         |                         |                  |            |                     |                         |                         |       |       |
|  |                           |                           |                  |  |  | CHN Hu Daoliang           | CHN Hu Daoliang           | 9                         |    |                         |                         |                  |            |                     |                         |                         |       |       |
|  |                           |                           |                  |  |  | HKG Tam Chik Sum          | HKG Tam Chik Sum          | 15                        |    |                         |                         |                  |            |                     |                         |                         |       |       |
|  |                           |                           |                  |  |  |                           |                           |                           |    |                         | HKG Tam Chik Sum        | HKG Tam Chik Sum | 14         |                     |                         |                         |       |       |
|  |                           |                           |                  |  |  |                           | BRA Jovane Silva Guissone | BRA Jovane Silva Guissone | 15 |                         |                         |                  |            |                     |                         |                         |       |       |
|  |                           |                           |                  |  |  | IRQ Amar Ali              | IRQ Amar Ali              | 6                         |    |                         |                         |                  |            |                     |                         |                         |       |       |
|  |                           |                           |                  |  |  | FRA Alim Latrèche         | FRA Alim Latrèche         | 15                        |    |                         |                         |                  |            |                     |                         |                         |       |       |
|  |                           |                           |                  |  |  |                           |                           |                           |    | FRA Alim Latrèche       | FRA Alim Latrèche       | 11               |            | Disputa pelo bronze | Disputa pelo bronze     | Disputa pelo bronze     |       |       |
|  |                           |                           |                  |  |  |                           | BRA Jovane Silva Guissone | BRA Jovane Silva Guissone | 15 |                         |                         |                  |            |                     |                         |                         |       |       |
|  |                           |                           |                  |  |  | FRA Marc-André Cratère    | FRA Marc-André Cratère    | 11                        |    |                         |                         |                  |            |                     | BLR Mikalai Bezyazychny | BLR Mikalai Bezyazychny | 11    |       |
|  | CAN Pierre Mainville      | CAN Pierre Mainville      | 6                |  |  | BRA Jovane Silva Guissone | BRA Jovane Silva Guissone | 15                        |    | FRA Alim Latrèche       | FRA Alim Latrèche       | 15               |            |                     |                         |                         |       |       |
|  | BRA Jovane Silva Guissone | BRA Jovane Silva Guissone | 15               |  |  |                           |                           |                           |    |                         |                         |                  |            |                     |                         |                         |       |       |

## Classificação final
| Pos.   | Atleta                    |
| ------ | ------------------------- |
| Ouro   | BRA Jovane Silva Guissone |
| Prata  | HKG Tam Chik Sum          |
| Bronze | FRA Ali Latrèche          |
| 4      | BLR Mikalai Bezyazychny   |
| 5      | FRA Marc-André Cratère    |
| 6      | IRQ Amar Ali              |
| 7      | HKG Hu Daoliang           |
| 8      | RUS Alexander Kuzyukov    |
| 9      | CAN Pierre Mainville      |
| 10     | POL Grzegorz Pluta        |
| 11     | USA Ryan Estep            |
| 12     | BLR Viktar Lemiashkevich  |
| 13     | RUS Alexandr Kurzin       |
| 14     | HKG Chung Ting Ching      |
| 15     | ARG José Palavecino       |